# X-Men Legends II: L'Era di Apocalisse
X-Men Legends II: L'Era di Apocalisse (X-Men Legends II: Rise of Apocalypse) conosciuto anche come X-Men Legends II: L'Ascesa di Apocalisse è il seguito del videogioco X-Men Legends. Si tratta di un videogioco Action RPG ispirato ai personaggi del fumetto X-Men pubblicato nel 2005 dalla Activision. Il videogioco è stato reso disponibile per Windows, Xbox, PlayStation 2, PlayStation Portable, N-Gage e Telefono cellulare.
Nel videogioco il giocatore deve guidare, oltre al gruppo di mutanti supereroi, X-Men, anche la Confraternita dei mutanti malvagi che hanno unito le loro forze per distruggere il potente Apocalisse.
Il gruppo controllato dal giocatore è composto da 4 elementi che possono essere scambiati nei punti di salvataggio sparsi per il gioco con altri 21 personaggi degli X-Men e della Confraternita dei mutanti malvagi.

## Trama
Quando il diabolico Apocalisse rapisce il Professor Xavier e Polaris, gli X-Men e la Confraternita dei mutanti malvagi dovranno darsi tregua e si uniscono per salvarli. 
Tempesta, Ciclope e Wolverine si incontrano con Magneto, Mystica e Sabretooth in un avamposto militare in Groenlandia per liberare il professore. Dopo averlo liberato, le squadre si trasferiscono a Genosha per lavorare tra le macerie e scoprire cosa voleva Apocalisse dal Professor Xavier. 
Quando scoprono che anche Quicksilver è stato rapito, le squadre si preparano a tornare alla X-Mansion, ma Apocalisse arriva prima. Egli posiziona una bomba, che più o meno distrugge l'X-Mansion, e rapisce Bestia, che riesce a comunicare in tempo alla squadra di recarsi nella Terra Selvaggia.
Le squadre si fanno strada attraverso la Terra Selvaggia, sventando i piani di Apocalisse, e continuando a lottare contro le sue armate, tuttavia, Apocalisse riesce a conquistare New York e a prenderne il controllo. 
Il team riesce a sabotare l'esercito di Apocalisse, ma nel frattempo Emma Frost e Angelo vengono rapiti. Angelo si trasforma in Arcangelo e viene trasformato in una macchina da guerra, per difendere la torre di Apocalisse. Quando le squadre si infiltrano, trovano Bestia, ma purtroppo, sta lavorando contro di loro sotto il nome di Bestia Nera, lui rapisce Sabretooth e riesce a fuggire in Egitto da Apocalisse e Sinistro, mentre al fronte le squadre affrontano Arcangelo.
Le squadre riescono finalmente a scoprire che il piano di Apocalisse è quello di utilizzare il potere di Polaris, Quicksilver, Emma Frost, e Sabretooth per creare il DNA Armonico e usarlo con il suo potere per acquisire enormi quantità di energia.
Le squadre lo seguono in Egitto per sconfiggerlo una volta per tutte ma si trovano di fronte Sinistro e Bestia Nera. 
Dopo aver sconfitto anche il Monolito Vivente, l'ultimo ostacolo al servizio di Apocalisse, le squadre capiscono che l'unico modo per sconfiggerlo è rubandogli il potere dalla sua macchina.
Nel filmato finale Xavier con al suo fianco Tempesta, Wolverine, Bestia e Ciclope propone a Magneto un'alleanza, ma Magneto gli fa notare che Apocalisse è stato sconfitto ma non distrutto. 
Bestia non capisce perché la sua macchina non abbia funzionato correttamente. Come l'X-Jet vola via, si vede Sinistro in cima alla piramide, che ride, facendo intendere che è stato lui a sabotare la macchina.

## Personaggi
Oltre ai vecchi personaggi già visti nel precedente X-Men Legends, nuovi personaggi appaiono durante alcuni livelli.
| Personaggi giocabili                                        | Personaggi giocabili                                          | Personaggi giocabili                                                  | Personaggi giocabili                                                        |
| ----------------------------------------------------------- | ------------------------------------------------------------- | --------------------------------------------------------------------- | --------------------------------------------------------------------------- |
| - Alfiere⊗ - Colosso≠ - Ciclope≠ - Gambit⊗                  | - Jean Grey≈ - Fenomeno⊗ - Magneto⊗ - Nightcrawler≈           | - Rogue⊗ - Scarlet Witch⊗ - Tempesta≠ - Sole Ardente⊗                 | - Toad⊗ - Uomo Ghiaccio⊗ - Wolverine≠                                       |
| Personaggi Sbloccabili                                      | Esclusivi per PSP                                             | Esclusivi per PC                                                      | Esclusivi per N-Gage                                                        |
| - Deadpool⊗ - Iron Man⊗ - Professor Xavier⊗                 | - Cable - Cannonball - Fenice Nera - X-Man                    | - Pyro - Sabretooth                                                   | - Bestia                                                                    |
| Nemici                                                      |                                                               |                                                                       |                                                                             |
| - Abisso - Apocalisse - Arcangelo† - Bastion - Bestia Nera† | - Deadpool† - Garokk - Grizzly - Holocaust - Lady Deathstrike | - Monolito Vivente - Mikhail Rasputin - Omega Red - Sauron - Sinistro | - Sugar Man - Naiadi Stepford (Sciroccate Stepford) - Stryfe - Zealot       |
| Altri personaggi                                            |                                                               |                                                                       |                                                                             |
| - Banshee - Blink - Blob - Dazzler - Destiny                | - Emma Frost - Forge - Guardian - Havok - Ka-Zar              | - Kitty Pryde - Moira MacTaggert - Nick Fury - Polaris - Pyro         | - Quicksilver - Sebastian Shaw - Selene - Shanna - Guardian II (Vindicator) |

≠Personaggi con 7 costumi alternativi.
≈Personaggi con 5-6 costumi alternativi.
⊗Personaggi con 4 o meno costumi alternativi.
†Sotto il controllo di Sinistro

## Modalità di gioco
X-Men Legends II contiene la versione estesa delle caratteristiche del gameplay originale di X-Men Legends, con diverse aggiunte degne di nota:
- Modalità multiplayer online
- Nuovi personaggi giocabili, tra cui personaggi degli X-Men e della Confraternita dei mutanti malvagi.
- Nuovi poteri e abilità sono disponibili per tutti i personaggi, e il giocatore può utilizzare più di 4 poteri mutanti in una volta.
- Dopo aver completato il gioco, il giocatore può iniziare una nuova partita con le precedenti caratteristiche dei personaggi.

Diversi personaggi del primo X-Men Legends sono stati eliminati dalla lista dei personaggi giocabili nel sequel: Jubilee, Magma (nonostante fosse il personaggio principale del gioco precedente), e Psylocke non appaiono in X-Men Legends II, mentre Bestia e Emma Frost appaiono ma non sono giocabili. 
Valanga, un boss del primo gioco, inoltre, non compare proprio.

### Multiplayer
X-Men Legends II: L'Era di Apocalisse porta fino a 4 giocatori sia offline che online.
I giocatori che l'hanno acquistato su Xbox possono giocare online tramite Xbox Live. Durante il gioco con Xbox Live, però, solo la "Stanza del Pericolo" e la modalità "Campagna" possono essere riprodotte. I giocatori devono anche sbloccare il disco della "Stanza del Pericolo" in cui vogliono giocare.

## Accoglienza
Il gioco è stato ben accolto dalla critica. Su Metacritic ha ottenuto 84 punti per la versione su Xbox, 80 punti per la versione su PC, 80 punti per la versione su PlayStation 2 e 84 punti nella versione per PSP utilizzando una scala di 100 punti.